# Голландская Формоза
Голландская Формоза — колониальное правление Голландии на Тайване, учреждённое в 1624 году Куном и продолжавшееся по 1662 год.

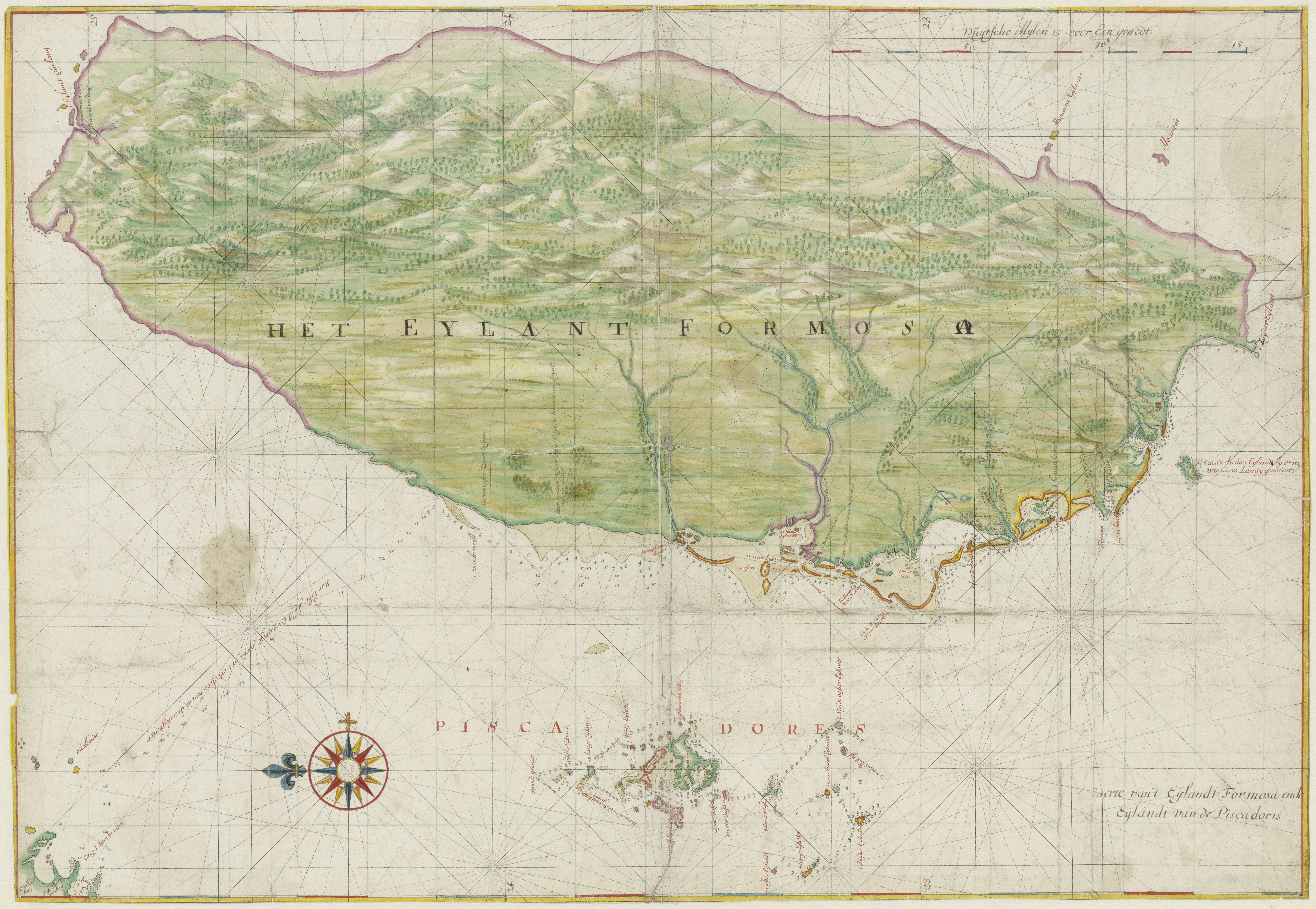
Карта Тайваня, выполненная Яном Вингбоонсом, около 1640 года

Голландская Ост-Индская компания построила несколько фортов на острове, главным назначением которых была поддержка торговли с Японией и Китаем и защита от соперников по колонизации Азии — Испании и Португалии. Столица колонии располагалась в Форте Зеландия (последний в настоящее время входит в район Тайнаня Анпинь).
Голландское колониальное правление привело к подъёму экономики Тайваня, главным образом к созданию плантаций риса и сахара, на которых трудились вывезенные из Фуцзяня работники. Правительство также приложило усилия к тому, чтобы обратить тайваньских аборигенов в христианство и «цивилизовать» их, в частности, запретив им ходить обнажёнными.
Тем не менее в целом население острова было недовольно колониальной властью. Восстания против неё, как аборигенов, так и прибывших на остров этнических китайцев, жестоко подавлялись голландской армией. Колониальный период продолжался всего 37 лет и закончился вторжением на Тайвань китайской армии Чжэн Чэнгуна. На смену голландской колонии пришло государство Дуннин.